# Ultraviolence (canção)
"Ultraviolence" é uma canção da cantora e compositora norte-americana Lana Del Rey, contida no seu terceiro álbum de estúdio, intitulado Ultraviolence. É o terceiro single do disco, lançado no dia 4 de junho de 2014, através das gravadoras musicais Interscope Records e Polydor. Foi composta por Del Rey e Daniel Heath, sendo produzida por Dan Auerbach, que trabalhou por uma semana com a cantora e produziu nove das onze faixas presentes no álbum. Liricamente, a canção explora a relação escura que Del Rey tem consigo mesmo. Os vocais da cantora são acompanhados por programação de bateria, pedal steel, mellotron, piano e guitarra elétrica.
A faixa teve um desempenho moderado nas tabelas musicais. Fez sua estreia na Billboard Hot 100 na septuagésima posição. Na França, a canção assinalou a octogésima oitava posição. Na República Checa alcançou a quinquagésima nona posição. A melhor posição para a canção partiu do Canadá, quando ocupou a trigésima oitava posição.

## Antecedentes e desenvolvimento
Em fevereiro de 2013, Del Rey comentou sobre o novo álbum: "É um pouco mais despojado, mas ainda cinematográfico e escuro. Eu venho trabalhando nele lentamente, mas eu amo tudo que fiz. Eu tenho escrito em Santa Monica e sei como o registro soara. Agora eu só tenho que terminá-lo. Musicalmente, trabalhei com os três mesmos caras." Ela mencionou que uma das músicas do disco chamaria-se "Black Beauty", cuja versão demo vazou na Internet em julho de 2013. A cantora comentou sobre o processo de desenvolvimento: "Sim, eu me sinto desanimada. Realmente não sei o que colocar no disco, mas eu acho que poderia simplesmente juntá-los e ver o que acontece. Cada vez que eu escrevo... Eu nunca componho uma canção que acredite que não se encaixará perfeitamente no registro." Ela também declarou que ela estava produzindo "obras discretas e despojadas novamente", e estava trabalhando com Dan Heath, seu namorado Barrie-James O'Neill e que queria trabalhar com Lou Reed. Em uma entrevista  a rádio 96.5TIC, a cantora falou sobre seu envolvimento com Dan Auerbach e afirmou que o disco contém influências da Costa Oeste dos Estados Unidos, assim como de Brooklyn:
| “ | Eu o conheci em Nova York, quando eu achava que o álbum já estava pronto, então logo decidimos voar para Nashville e ficamos seis semanas lá. Ele foi realmente incrível… Eu e Dan fizemos exatamente o que queríamos fazer. Não há um tema específico no álbum, é algo mais atmosférico. Há mais de um som. Eu sinto que ele tem uma narrativa; ele começa com a minha música favorita, chamada "Cruel World", que tem guitarras pesadas e eu gosto disso, porque é simbolicamente uma referência a Costa Oeste, e de lá nós viajamos até o Brooklyn, sonoramente. | ” |

Em outubro, Del Rey disse sobre a perspectiva de um novo álbum: "Quando as pessoas me perguntam sobre isso [um possível novo disco], eu tenho que ser honesta – eu realmente não sei”. “Eu não quero dizer, ‘Sim, definitivamente – o próximo será melhor do que este’, porque eu realmente não consigo visualizar um trabalho subsequente. Minha musa é muito inconstante. Ela só vem a mim às vezes, o que é irritante". Em 20 de fevereiro, Del Rey postou uma foto sua junto a Dan Auerbach através de sua conta oficial no Twitter com a legenda "Eu e Dan Auerbach estamos muito entusiasmados por apresentar-lhes Ultraviolence". Houve rumores de que os dois estariam a trabalhar juntos no estúdio de gravação Easy Eye Sound de Auerbach em Nashville, Tennessee, já que ele tinha dito que estava produzindo um novo disco. Del Rey e Auerbach inicialmente trabalhariam juntos por apenas três dias, mas acabaram passando duas semanas em estúdio produzindo um álbum completo. Auerbach comentou sobre como foi trabalhar com Del Rey: "Ela me impressionou todos os dias. Houve momentos em que ela estava lutando comigo. Eu senti que ela não queria que ninguém pensasse que ela não estava no controle daquilo porque tenho certeza que deve ser muito difícil ser uma mulher na indústria musical. Então, nós batemos as cabeças um pouco, mas no final do dia estávamos dançando as canções."

## Composição
"Ultraviolence"  é uma balada surf rock com elementos de música indie pop, soft rock, pop rock. Ela foi co-escrita por Del Rey com Daniel Heath, enquanto a produção ficou a cargo de Dan Auerbach, vocalista da banda The Black Keys. Liricamente, o tema fala sobre seu tempo em Nova York, quando ela se juntou a um grupo clandestino. Liderado por um guru extremamente carismático. Os vocais da cantora são acompanhados por programação de bateria, pedal steel, mellotron, piano e guitarra elétrica. De acordo com a partitura publicada pela Universal Music Publishing Group na página da Musicnotes, Inc, a canção possui um metrônomo de 114 batidas por minuto e é composta na chave de ré menor. Lana Del Rey concedeu uma entrevista à Grazia, onde falou sobre a obra: "Eu costumava ser um membro de uma seita subterrânea que era liderada por um guru. Ele era cercado de garotas jovens. Ele pensava que ele tinha que quebrar as pessoas em primeiro lugar para construí-los de novo. No final eu sai da seita."
Segundo Brenna Ehrlich da MTV News, "Ultraviolence" conta a história de um "relacionamento romântico típico de Lana Del Rey: quebrado, fracassado e doloroso". A canção contém uma referência do single "He Hit Me (It Felt Like a Kiss)" de 1962 do The Crystals, em seu coro. Kevin Rutherford de Radio.com observou que "Ultraviolence" manteve o tema de canções lançadas anteriormente a partir do álbum, "levanta os cadenciados, ritmo lento, cordas pesadas de forma cadenciada", que Del Rey tinha estabelecido em seu trabalho anterior. Sal Cinquemani de Slant descreveu "Ultraviolence" como uma "lacônica, cordas carregados de canção da tocha". Na linha de "I can hear sirens sirens, he hit me and it felt like a kiss", Del Rey refere-se a canção "He Hit Me (It Felt Like a Kiss)" de 1962 do The Crystals, e, de acordo com Harriet Gibson do The Guardian, "parece[m] romantizar a brutalidade". Um escritor da Music Times comentou que os "violinos, tambores batendo levemente e o canto angelical de Del Rey" deu a canção um sentido "de igreja", apontando que a pista apresentou seu som "título".

## Crítica profissional
Mike Wass do Idolator descreveu a canção como uma "jóia triste, deprimente e totalmente bonita". Nolan Feeney, da revista norte-americana TIME criticou a canção pela sua glorificação da violência doméstica, mencionando o comentário de Lorde sobre a música de Del Rey, "Esse tipo de pensamento desesperado não é uma coisa saudável para jovens garotas, nem mesmo crianças, estarem escutando." No entanto, Feeney apontou que Del Rey "provavelmente" não iria apoiar os "malditos contos de vício e de luxo" na qual sua personagem, Lana Del Rey canta. Lindsay Zoladz, da publicação musical Pitchfork Media, disse que o lindo refrão da faixa-título veste uma canção onde o amor e abuso físico estão interligados. A revista Cult Noise, disse que as letras ecoam mais com os sons de suas músicas anteriores, com uma pitada de refrigeração a violência do parceiro: "He hurt me but it felt like true love/Jim taught me that/Loving him was never enough" embora este tema adulto pode enervar os ouvintes, faz bem para expressar a sensação pessoal e potente do novo álbum.
Michelle Geslani, do portal Consequence of Sound, escreveu que envolto em atmosferas fantasmagóricas, liderada pelo piano e guitarra lanosa reverberada, a música tem mais em comum com a balada sombria de "Shades Of Cool" do que o pop de queimado "West Coast". Dee Lockett, da revista norte-americana Slate, comentou que "Lana Del Rey esta em seu melhor melodramático" revisitando o espírito de "Born to Die" e comparou-a positivamente à "Shades of Cool" e "Once Upon a Dream". Harry Fletcher da Digital Spy, comentou que "Ultraviolence" carrega o tom sombrio que tem caracterizado muitas das mais conhecidas baladas de Del Rey. Carolyn Menyes escreveu para o Music Times que é uma canção de amor em sua essência, "Ultraviolence" parece misturar as arenas de amor e violência, verificando a famosa canção "He Hit Me (It Felt Like a Kiss)" e tocando em temas como veneno, afogamento e sirenes.
Menyes também notou que é uma mistura de sonhos de sons e temas, emitindo as vibrações sonolentos e amorosos que Del Rey é mais conhecida e sua faixa-título é seu som título.
Sal Cinquemani  da revista Slant Magazine notou que "o masoquismo autodepreciativo de Del Rey atinge um novo máximo [ou baixo] aqui, como ela lamentavelmente confunde dor com amor, mas é difícil não ser seduzido por tanta nebulosidade da cantora, felicidade equivocada e atmosferas enjoadas do produtor Dan Auerbach".

## Desempenho nas tabelas musicais

### Posições
| Parada (2014)                                 | Melhor posição |
| --------------------------------------------- | -------------- |
| Bélgica - Ultratop (Flandres)                 | 34             |
| Bélgica - Ultratop (Valônia)                  | 12             |
| Canadá - Billboard Canadian Hot 100           | 38             |
| Estados Unidos - Billboard Twitter Top Tracks | 2              |
| Estados Unidos - Billboard Digital Songs      | 18             |
| Estados Unidos - Billboard Hot 100            | 70             |
| França - SNEP                                 | 88             |
| Chéquia - Singles Digitál Top 100             | 59             |

## Histórico de lançamento
| País           | Data               | Formato          | Gravadora           |
| -------------- | ------------------ | ---------------- | ------------------- |
| Estados Unidos | 4 de junho de 2014 | Download digital | Polydor, Interscope |